# Hödlmayr

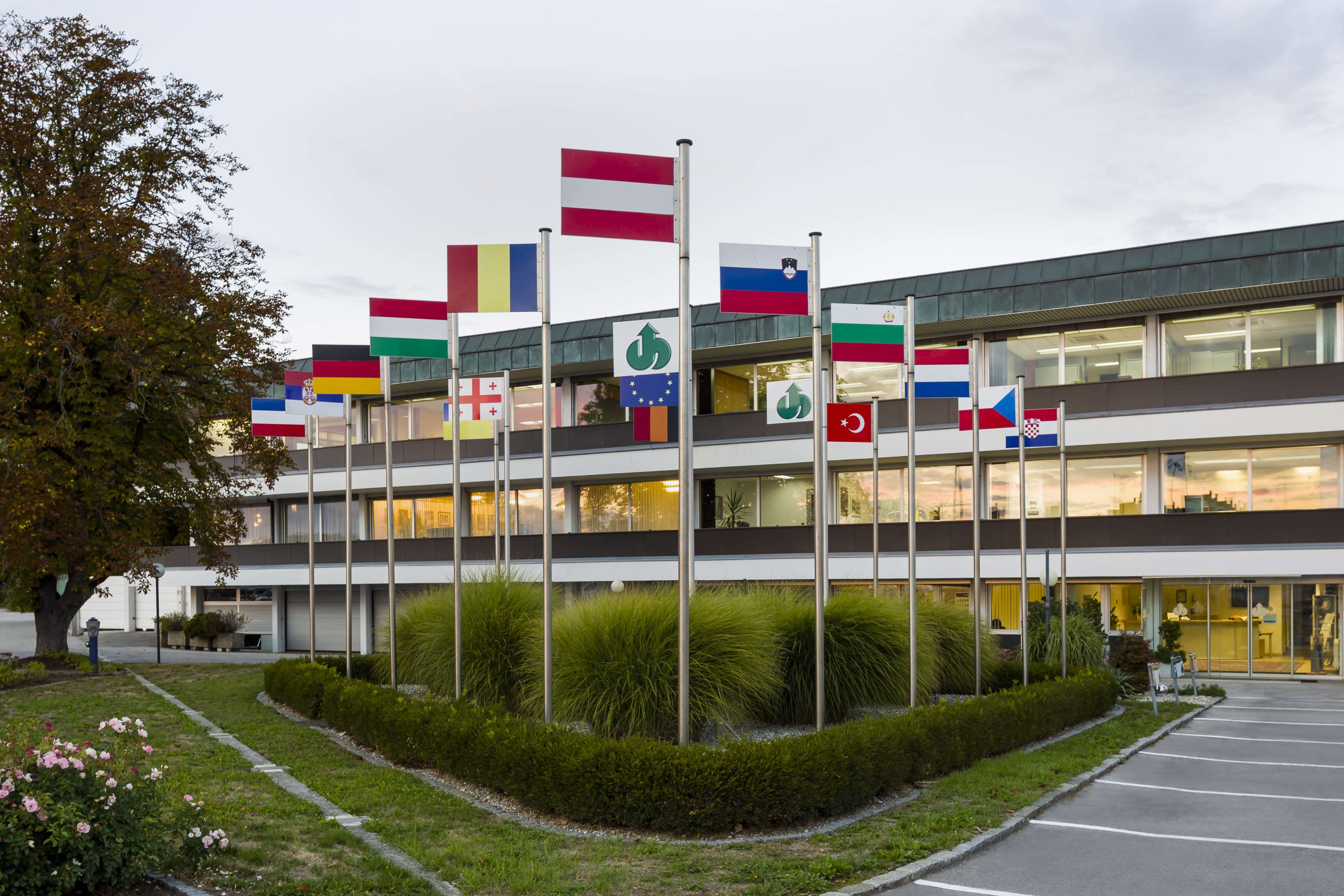
Firmenzentrale in Schwertberg (Oberösterreich)

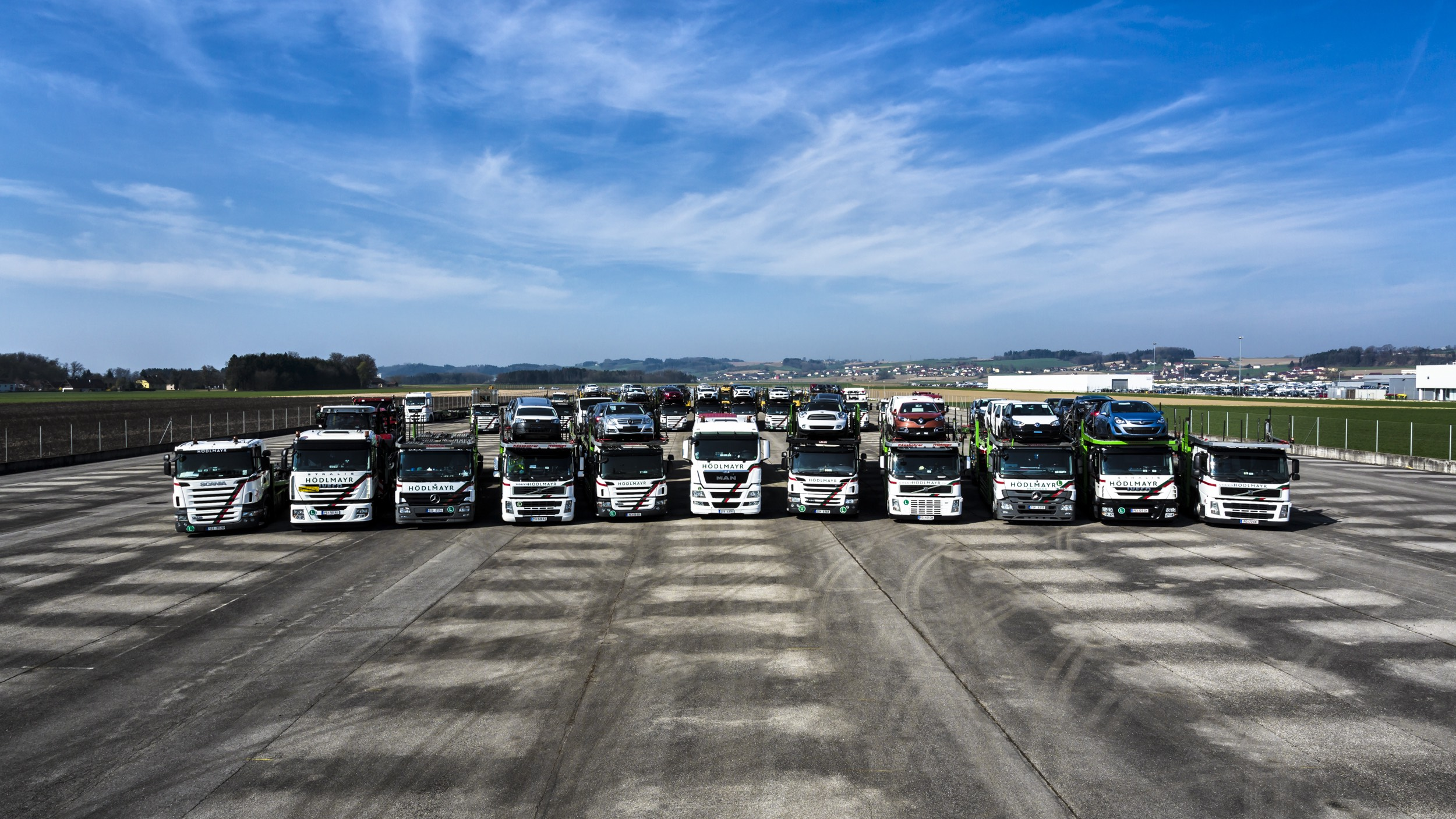
Ein Teil der Hödlmayr-Flotte

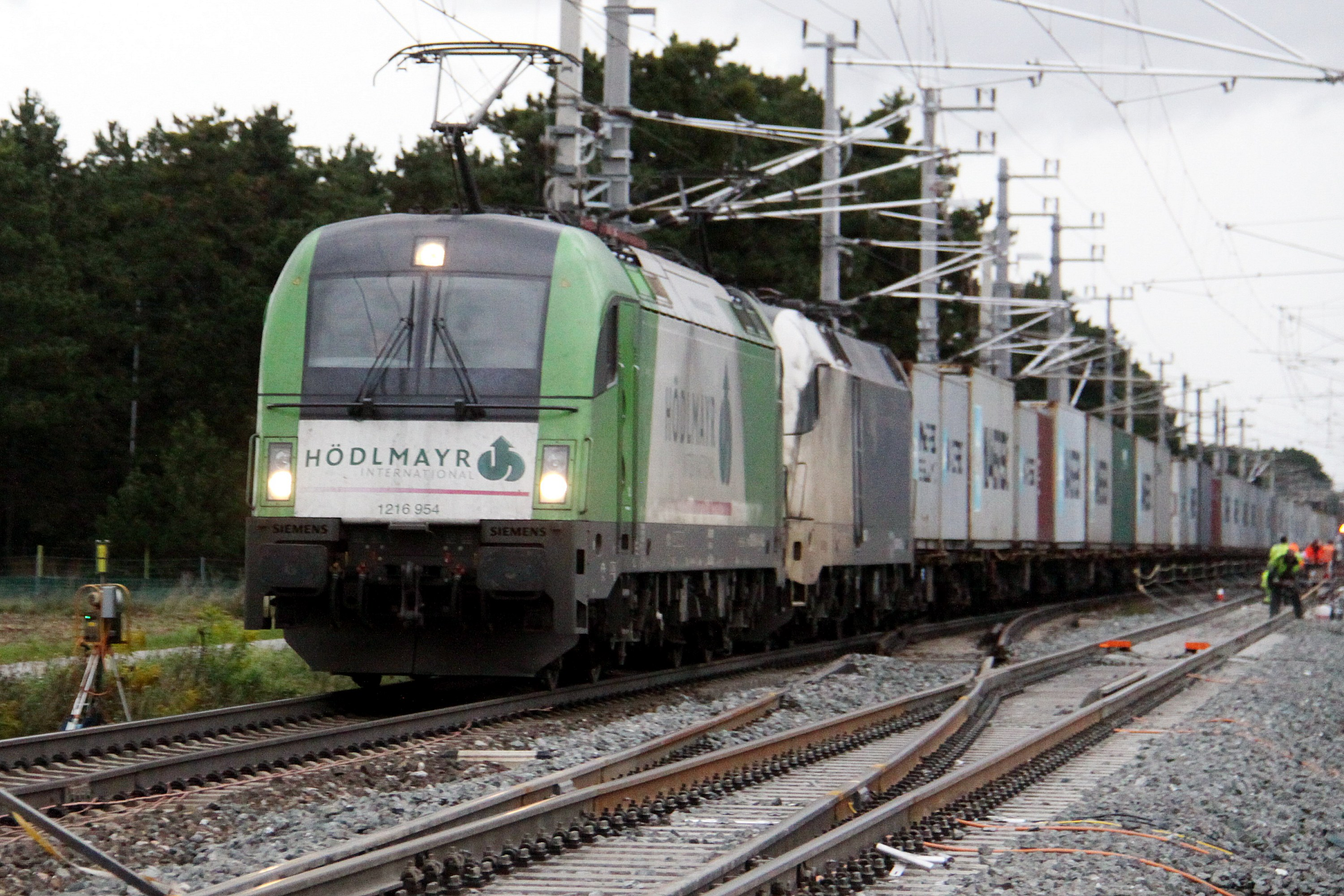
Hödlmayr International, Hödlmayr Wiener Lokalbahnen Cargo GmbH

Die Hödlmayr International GmbH ist ein international tätiges Familienunternehmen im Bereich der Fahrzeuglogistik aus Schwertberg (Oberösterreich). Im Geschäftsjahr 2023 erzielte das Unternehmen einen Umsatz von 400 Millionen Euro.

## Geschichte

### Gründung und Anfänge
Die Firmengründung erfolgte 1954 durch Johann Hödlmayr auf dem elterlichen Bauernhof in Schwertberg. Während das Geschäft zunächst Viehtransporte und Schotterabbau umfasste, wurde 1958 mit Holzlieferungen in die Niederlande begonnen. Im Jahr 1961 stieg Hödlmayr mit neun Mitarbeitern in das Fahrzeugtransportgeschäft ein. Die Zahl der Beschäftigten stieg bis 1974 auf 120 an und das Unternehmen besaß zu dieser Zeit 68 Fahrzeuge. In den 1980er Jahren erweiterte Hödlmayr sein Tätigkeitsfeld um Aktivitäten im Bereich Pre-Delivery-Service, wie beispielsweise Qualitätskontrolle, Endreinigung und Endfertigung. Der Sohn des Firmengründers, Johannes Hödlmayr, trat 1988 als dritter Geschäftsführer neben seinen Eltern Johann und Helga Hödlmayr in das Unternehmen ein.

### Expansion im In- und Ausland
Ab 1990 begann das Unternehmen seine Expansion ins Ausland. Am 1. Oktober wurde mit der Hödlmayr Hungária Logistics Kft. eine Tochtergesellschaft im Ungarischen Gyál bei Budapest gegründet, später wurde der Firmensitz nach Győr verlegt. Ebenfalls 1990 wurde die belgische Fahrzeugspedition HN Autotransport NV in Tongern, Belgien, aufgekauft. Mit der Gründung der Hödlmayr International AG in Schwertberg im Jahr 1999 zog sich der Firmengründer Johann Hödlmayr aus dem operativen Geschäft zurück und fungierte ab diesem Zeitpunkt als Vorsitzender des Aufsichtsrats. Im selben Jahr wurden in Venezuela, Kolumbien und Ecuador sowie in Bangkok, Thailand, vier weitere Tochterunternehmen sowie eine regionale Holding mit dem Namen Hödlmayr Asia Pacific in Singapur gegründet.
Die Gründung der tschechischen Tochterfirma Hödlmayr Logistics Czech Republic erfolgte 1992 in Prag. Zwei Jahre später wurde die Tochterfirma HBH in Slowenien gegründet. Im Jahr 2001 wurde nach Umbauarbeiten die tschechische Tochtergesellschaft mit 2.100 Lagerplätzen, einem Pre-Delivery-Inspection Center und einer Lackiererei neu eröffnet.
Zwischen 2002 und 2008 wurden vor allem Tochtergesellschaften in den Märkten in Süd- und Osteuropa gegründet, übernommen und ausgebaut. Im Dezember 2002 gründete das Unternehmen in Rumänien die Tochtergesellschaft Hödlmayr Lazar Romania mit einem Service-Center, Werkstätten und einer Lagerfläche von 116.000 Quadratmetern. Im Frühjahr 2003 übernahm Hödlmayr 80 % der Anteile der Transportsparte des Fahrzeugherstellers Zastava im Serbischen Kragujevac. 2006 folgte eine Niederlassung in der Slowakei, zwei Jahre später wurden Niederlassungen in der Ukraine und in Bulgarien gegründet. Die Gründung einer Tochtergesellschaft in der Türkei erfolgte 2011, im selben Jahr installierte Hödlmayr am Standort in Belgien die erste Photovoltaikanlage des Unternehmens.
Die Expansion im Inland wurde auch vorangetrieben; zum 1. April 2011 übernahm das Unternehmen die Fahrzeugtransportsparte der Tatschl & Söhne Speditions- und Transport GmbH mit Sitz in Liezen in der Steiermark.

### Tod des Firmengründers und weitere Expansion
Im November des Jahres 2011 verstarb der Firmengründer Johann Hödlmayr im Alter von 83 Jahren.
Ein Logistiklager in Wiener Neustadt wurde 2013 übernommen, ein Jahr darauf folgte die Gründung einer Tochterfirma in Georgien. Während im Geschäftsjahr 2015 eine Niederlassung in Leipzig gegründet wurde, erfolgte im Dezember 2016 die Gründung der Hödlmayr Rail Logistics GmbH in Schwertberg.
Mit Johannes-Alexander Hödlmayr stieg 2019 die dritte Generation der Familie Hödlmayr in das Familienunternehmen ein. Im selben Jahr erzielte Hödlmayr erstmals einen Umsatz von über 300 Millionen Euro.
Im Geschäftsjahr 2020 übernahm Hödlmayr das in Wien für Fahrzeugüberstellungen, Lagerung und Fahrzeugaufbereitung zuständige Unternehmen AMZ, das ein Jahr später in die Hödlmayr Urban Logistics GmbH umfirmiert wurde.
Im September 2023 beschloss der Aufsichtsrat von Hödlmayr, das Unternehmen von einer Aktiengesellschaft (AG) in eine Gesellschaft mit beschränkter Haftung (GmbH) umzuwandeln. Ab 1. Juli 2024 übernimmt Johannes Alexander Hödlmayr die Funktion als CEO der Hödlmayr International GmbH.

## Unternehmensstruktur
Die Hödlmayr International GmbH verfügt zusammen mit ihren Tochterunternehmen aus 16 Ländern über insgesamt 600 Fahrzeugspezialtransporter, 24 Ganzzugsysteme mit 500 Waggons sowie eine Lagerfläche von 1,3 Millionen Quadratmetern für ca. 55.000 Fahrzeuge.
Im Geschäftsjahr 2023 erzielte Hödlmayr einen Umsatz von 400 Millionen Euro und beschäftigte 1.700 Mitarbeiter.

## Produkte und Dienstleistungen
Das Unternehmen ist in allen Bereichen der Fahrzeuglogistik tätig. Dazu gehören die Fahrzeugübernahme ab Werk/Eingangshafen sowie die Anlieferung zum Fahrzeughändler, Flottenbesitzer oder privaten Endkunden. Jährlich werden rund 1,9 Millionen Fahrzeuge bewegt, 10 % davon per Bahn. Die Bahnstrecke Schwertberg-Barcelona stellt einen Teil des Bahnlogistik-Netzwerks von Hödlmayr dar.
In sechs Autofabriken wickelt Hödlmayr als Übernahmespediteur, der für die Qualitätsendkontrolle sowie den Versand der Neufahrzeuge aus der Fabrik zuständig ist, pro Jahr ca. 550.000 Neufahrzeuge ab.
Darüber hinaus bietet die Hödlmayr-Gruppe diverse Leistungen zur Veredelung von Fahrzeugen an, wie Um- und Ausbauten für z. B. Kühlfahrzeuge oder Postfahrzeuge, die Anfertigung von Sondermodellen oder den Einbau von Sonderausstattungen, wie etwa Spezialsitze.
Im Bereich des Remarketing können Fuhrparkbetreiber an der Hödlmayr Logistics Zentrale in Schwertberg in Oberösterreich und an den Niederlassungen in Wiener Neustadt sowie in Graz Firmenfahrzeuge zurückgeben bzw. abholen.
Seit Juli 2022 bietet die Hödlmayr Logistics GmbH einen Auslieferungsservice für die schwedische Elektroauto-Marke Polestar an. Dabei werden von Kunden bestellte Elektrofahrzeuge direkt an die persönliche Wunschadresse der Kunden geliefert.

## Nachhaltigkeit
Im Juni 2013 nahm Hödlmayr als eines der ersten Fahrzeuglogistikunternehmen in Europa mehrere umweltfreundliche Autotransporter der Marke Mercedes-Benz in seinen Fuhrpark auf.
Hödlmayr betreibt in Schwertberg zwei Wasserkraftwerke sowie eine im Jahr 2021 in Betrieb genommene Photovoltaikanlage, deren 3.888 Solarpaneele jährlich bis zu 1.000 Tonnen CO2 einsparen. Zwei weitere Solaranlagen befinden sich am Standort in Belgien und im westungarischen Győr. Darüber hinaus nutzt Hödlmayr Carports als Trägerelemente für Photovoltaikanlagen. Den dadurch gewonnenen Ökostrom verwendet das Unternehmen als Eigenbedarf, während die überschüssige Energie zurück in das Stromnetz gespeist wird.
Anfang 2024 begann Hödlmayr in Zusammenarbeit mit externen Partnern am Hauptsitz in Schwertberg mit der Errichtung einer 6MWp-Photovoltaikanlage auf neu gebauten Carports, die jährlich bis zu 1.800 Tonnen CO2-Emissionen einspart und 1.715 Haushalte versorgt.
Das Unternehmen betankt die für die Fahrzeugtransporte zuständigen Lkws so weit wie möglich mit Biokraftstoffen. Hödlmayr plant, bis zum Jahr 2030 10 % der Fahrzeuge mit alternativen Antriebssystemen wie dem batterieelektrischen Antrieb auszustatten, bis 2040 soll der Anteil auf 90 % steigen. Um den CO2-Ausstoß weiter zu verringern, setzt sich Hödlmayr darüber hinaus zum Ziel, bis 2030 die Anzahl der Zugtransporte zu verdoppeln.
Im Jänner 2025 nimmt Hödlmayr den ersten E-Lkw Österreichs für Autotransporte in Betrieb. Das Fahrzeug wird in einem Shuttlebetrieb zwischen dem Magna-Steyr-Werk und dem Hödlmayr-Standort in Graz im Einsatz sein und verfügt über eine Reichweite von rund 300 Kilometer.

## Digitalisierung
Seit Oktober 2023 arbeitet das Unternehmen gemeinsam mit Mitgliedern der FH Oberösterreich an einer Digitalisierungsstrategie, um neue Geschäftsfelder unter Anwendung von Technologien wie Künstliche Intelligenz und Machine Learning zu erschließen. Darüber hinaus soll die Aus- und Weiterbildung der Mitarbeiter im Bereich digitaler Transformation sichergestellt werden.
Neben den Tochterunternehmen besitzt Hödlmayr auch mehrere Beteiligungen, wie die Beteiligung an dem Linzer Unternehmen Digitrans. Auf dessen Teststrecke erforscht Hödlmayr in St. Valentin autonomes Fahren und testet die Technologie Platooning, auch bekannt als Windschattenfahren, bei der miteinander vernetzte und über GPS und Fahrerassistenzsysteme gesteuerte Lastwagen dicht hintereinander auf der Autobahn fahren. Die Technologie soll bei effizienter Anwendung zu einer Einsparung von Treibstoff und CO2-Emissionen führen.

## Auszeichnungen (Auswahl)
- 2023: Auszeichnung als „Austria’s Best Managed Company“ durch Deloitte[55]
- 2023: Auszeichnung mit „Silber“ beim Export-Preis der Wirtschaftskammer Österreich[56]